# Матьё, Доминик Жозеф
Доминик Жозеф Матьё (фр. Dominique Joseph Mathieu; род. 13 июня 1963, Арлон, Бельгия) — иранский кардинал бельгийского происхождения, конвентуал. Архиепископ Тегерана-Исфахана с 8 января 2021. Кардинал-священник с титулом церкви Санта-Джованна-Антида-Туре с 7 декабря 2024.